# 2016 у науці
Найважливішими подіями у царині науки 2016 року стали: експериментальне підтвердження існування гравітаційних хвиль; обґрунтування ймовірності існування в Сонячній системі Дев'ятої планети; відкриття екзопланети Проксима Центавра b, що нагадує Землю, та розташована у системі найближчої до Сонця зорі — Проксима Центавра; перемога штучного інтелекту AlphaGo у професійного гравця в ґо; втановлення факту, що деякі хребетні тварини (акула гренландська) можуть жити до 400 років. Науковці стикнулися з новими викликами з боку природи, які поки не можуть успішно подолати, — пандемією вірусу Зіка, що викликає мікроцефалію.

## Події

### Січень

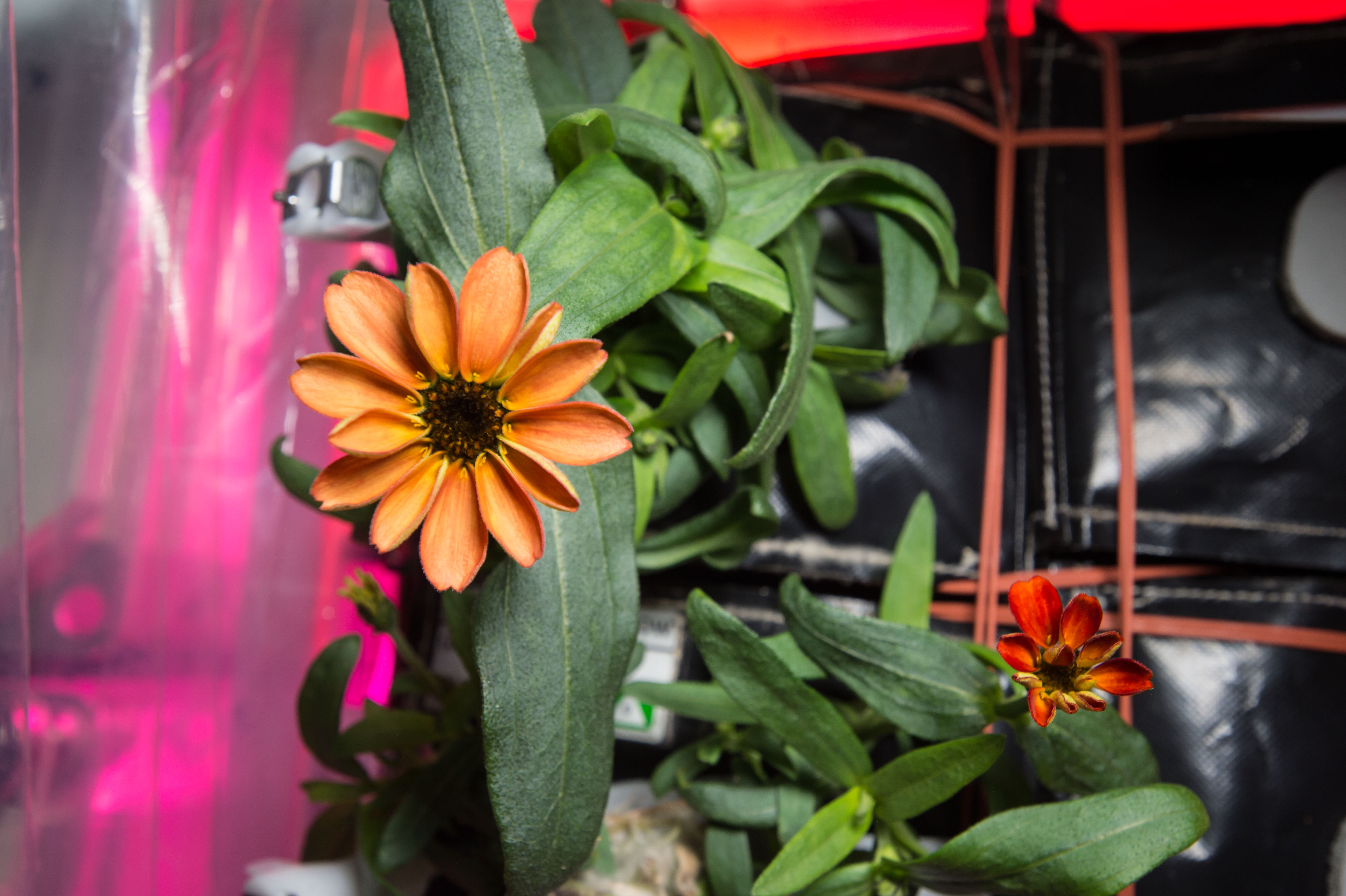
Квітування цинії на МКС

- 7 січня — астрономи ідентифікували скупчення галактик IDCS 1426[en], яке є наймасивнішим і найвіддаленішим від Землі. Воно розташоване за 10 мільярдів світлових років від Сонячної системи[1].
- 17 січня на Міжнародній космічній станції під час роботи 46-її експедиції вперше заквітували рослина, це була декоративна цинія[2].
- 20 січня науковці Каліфорнійського технологічного інституту Костянтин Батигін та Майкл Браун опублікували статтю, в якій на основі розрахунків обґрунтували ймовірність існування в Сонячній системі Дев'ятої планети[3].
- 27 січня — оголошено, що комп'ютерна програма AlphaGo вперше виграла у професійного гравця в ґо без єдиного шансу на перемогу (матч проходив у жовтні 2015 року)[4].

### Лютий

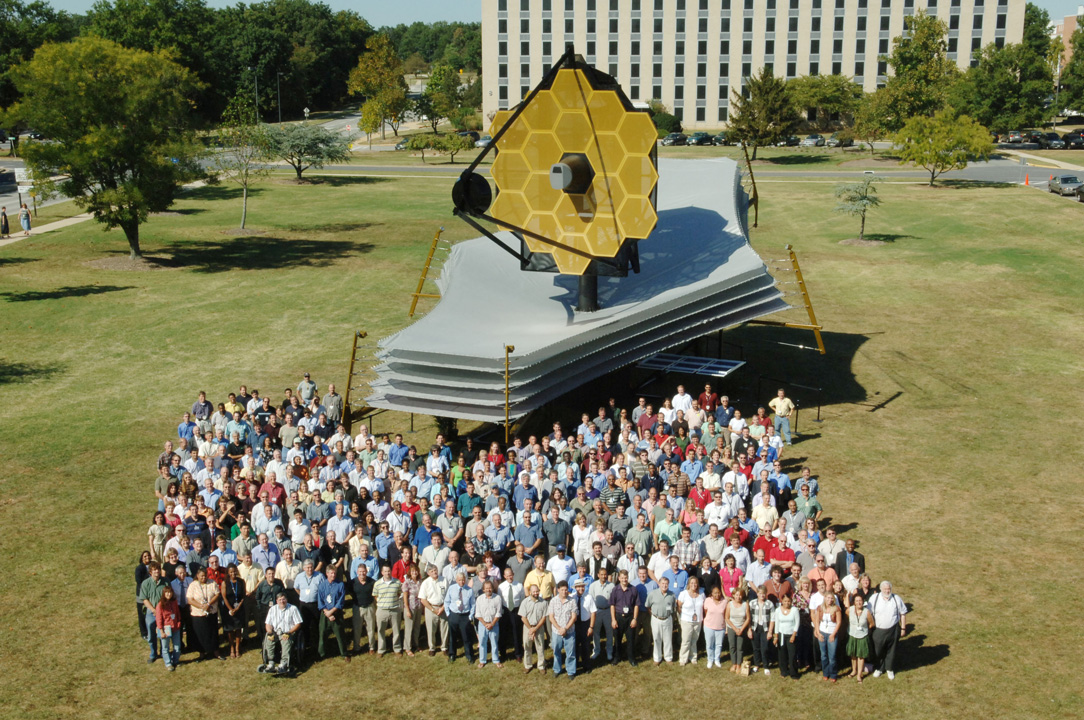
На тлі макета «Джеймса Вебба» в повну величину стоять кількадесят робітників Центру космічних польотів імені Ґоддарда, що його створюють

- 4 лютого у Центрі космічних польотів імені Ґоддарда закінчено монтування основного дзеркала телескопу ім. Джеймса Вебба[5].
- 11 лютого міжнародна група вчених з обсерваторії LIGO в США експериментально підтвердила існування гравітаційних хвиль, передбачених майже сто років тому загальною теорією відносності Альберта Ейнштейна[6].
- 17 лютого Агентство аерокосмічних досліджень Японії запустило на орбіту рентгенівський космічний телескоп Astro-H[7].

### Березень

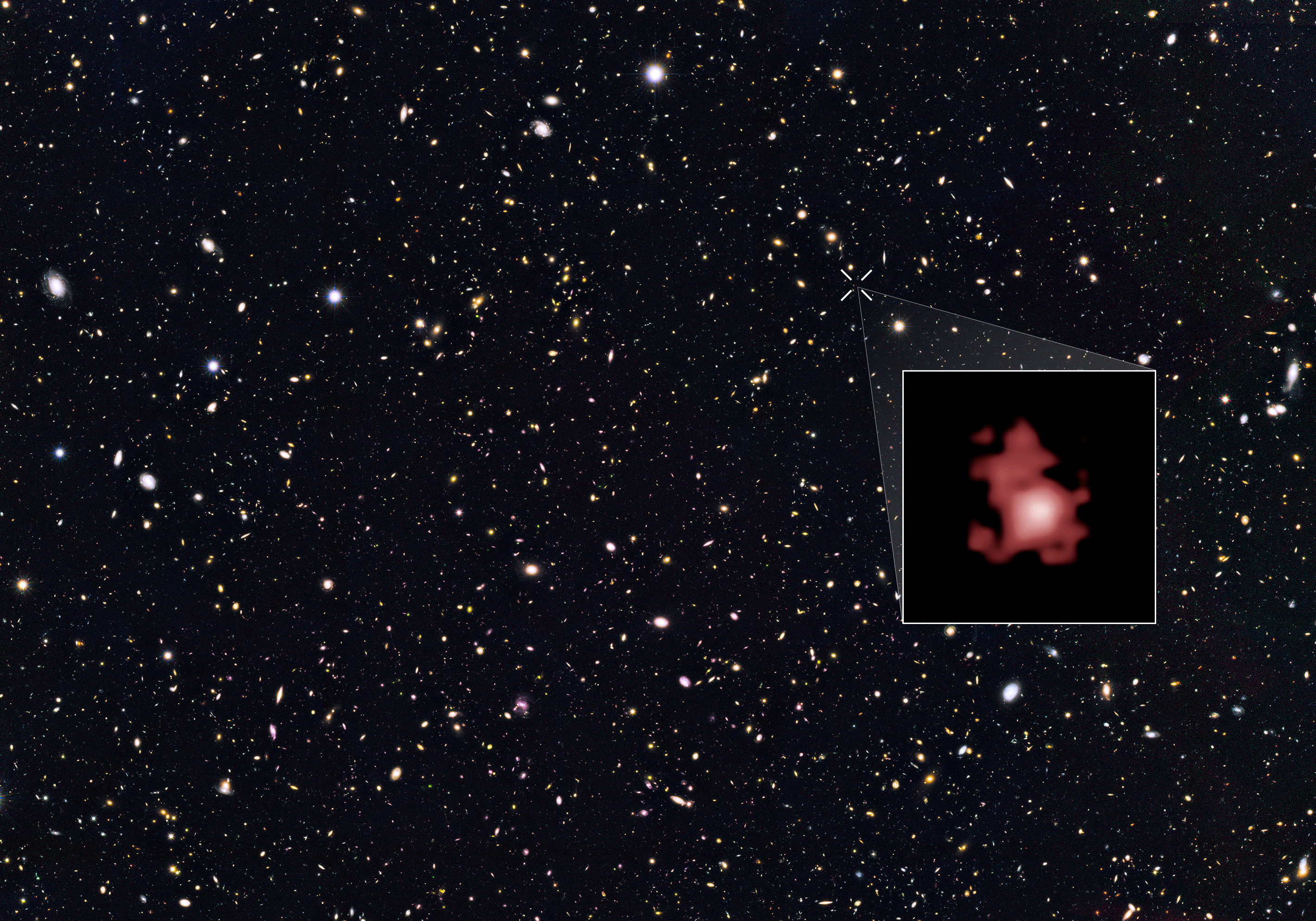
Галактика GN-z11 в оточені галактик в напрямку Великої Ведмедиці

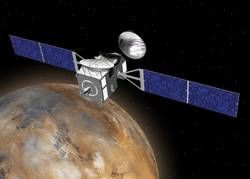
Зображення ExoMars Trace Gas Orbiter

- 2 березня космічний корабель «Союз TMA-18M» із трьома космонавтами на борту успішно повернувся на Землю, на цьому закінчилася робота 46-ї експедиції на Міжнародній космічній станції. У результаті американцем Скотом Келлі та росіянином Михайлом Корнієнком було встановлено рекорд тривалості безперервного перебування людей на МКС, який становить 340 діб. До цього тривалі експедиції на орбіту здійснювалися тільки на станції «Мир» майже 20 років тому[8].
- 3 березня космічний телескоп «Габбл» знайшов найвіддаленішу з усіх виявлених досі галактик, яка отримала номер GN-z11. Вік галактики — 13,4 млрд років[9].
- 9 березня — повне сонячне затемнення, яке можна було спостерігати в північній і центральній частинах Тихого океану і в східній частині Індійського океану.
- 10 березня в журналі «Science» опубліковано результати досліджень японських вених, які свідчать про винайдення бактерії Ideonella sakaiensis, яка здатна гідролізувати поширений пластик ПЕТФ за допомогою дії двох ферментів: ПЕТФ-гідролази, ПЕТФази, яка перетворює ПЕТФ на моно(2-гідроксіетил)-терефталеву-кислоту, що далі перетворюється на терефталеву кислоту[en] та етиленгліколь за допомогою ензиму МГЕТази[10].
- 14 березня з космодрому «Байконур» стартувала ракета, яка доставить на Марс дослідні модулі — орбітальний апарат Trace Gas Orbiter і десантний модуль «Скіапареллі». Планується, що на політ місії на Марс піде сім місяців[11].
  - Українська вчена-математик Марина Вязовська розв'язала задачу про пакування куль у 8-мірному просторі[12].
- 15 березня — у віддаленій Західній Австралії виявлено візерунки кілець фей (формування посушливої трави) у спініфексі; їх перше відкриття за межами Намібії.
- 19 березня пілотований космічний корабель «Союз ТМА-20М» доставив на борт Міжнародної космічної станції трьох космонавтів експедицій 47 і 48[13].
- 23 березня з мису Канаверал, США, стартував транспортний космічний корабель Cygnus CRS OA-6[en]. 26 березня він пристикувався до МКС. Корабель доставив на борт МКС 3395 кг корисного вантажу[14].
- 25 березня повідомлено про синтез бактерії JCV-syn3.0 з найменшим геномом, з яким може існувати вільноживучий організм, розміром у 531 тис. пар основ, що кодує 473 гени[15].
- 26 березня повідомлено про втрату зв'язку з космічним телескопом «Astro-H» через нез'ясовану причину. На місці супутника-обсерваторії рухаються 5 фрагментів, які очевидно є частинами супутника[16].
- 29 березня. Вчені заявили про виявлення ознак загибелі коралів Великого бар'єрного рифу[17].
- 30 березня. Встановлено, що людина флореська, або «гобіт», існувала на десятки тисяч років раніше, ніж попередньо вважалося, і ймовірно зникла під впливом діяльності людини сучасної[18].
  - У Монсо-ле-Мін (Франція) знайдені рештки павукоподібної тварини Idmonarachne brasieri[en] віком 305 мільйонів років, яка є сестринською групою до павуків, проте не має павутинних бородавок[19].

### Квітень

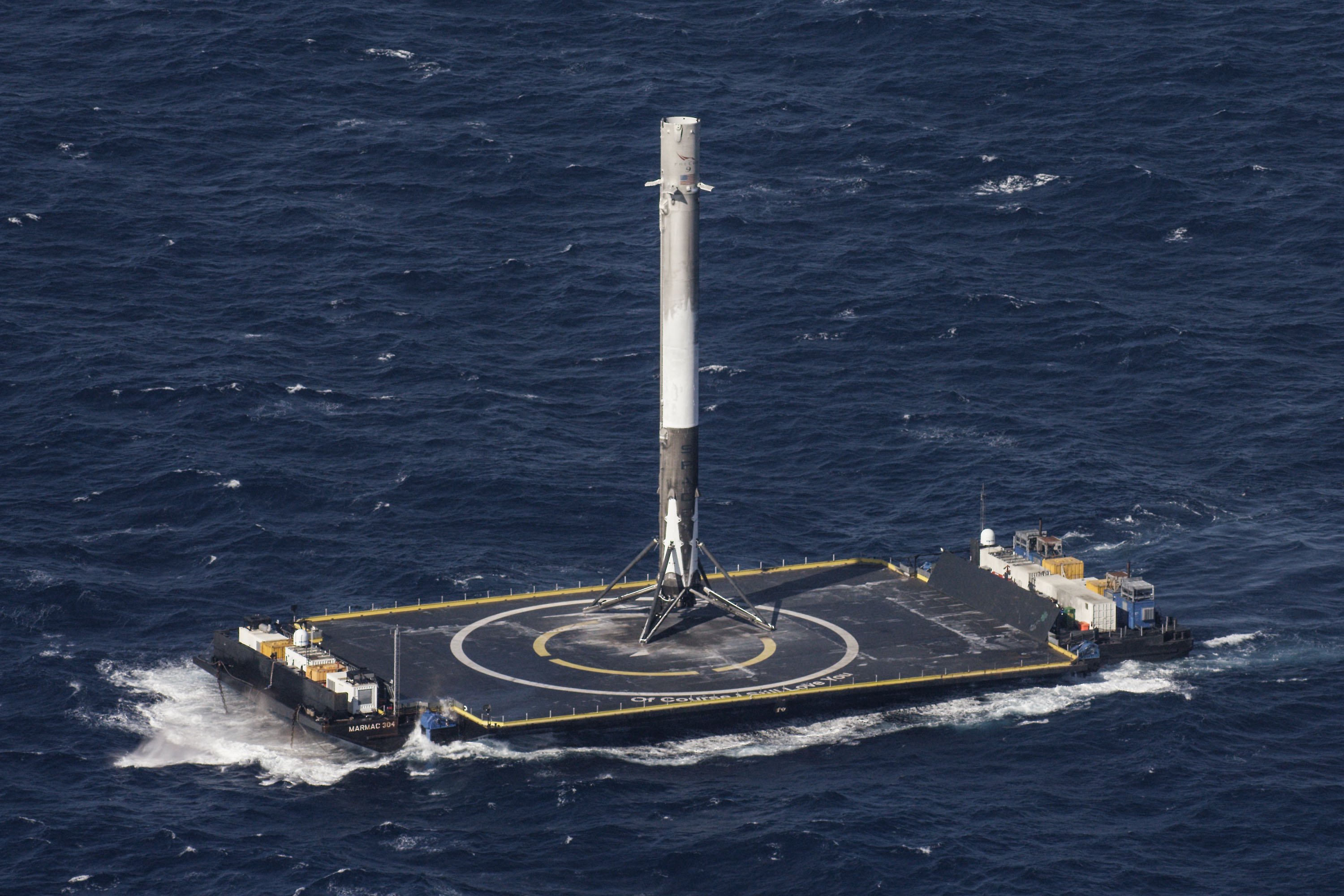
Перший ступінь SpaceX CRS-8 після вдалої посадки на плавучу платформу

- 8 квітня після успішного запуску автоматичного вантажного корабля SpaceX CRS-8 Dragon компанії SpaceX здійснено повернення і м'яку посадку першого ступеня ракети-носія «Falcon 9» на плаваючу платформу[20].
- 8 квітня остаточно підтверджено, що причиною загибелі від 150 000 до 200 000 сайгаків у Казахстані у травні 2015 року була бактерія Pasteurella multocida. У результаті загинуло 70 % популяції сайгаків, які належать до видів, що перебувають на межі зникнення[21].
- 20 квітня — Національне управління океанічних і атмосферних досліджень розпочало експедицію щодо вивчення Маріанського жолобу з наукового судна англ. Okeanos Explorer за допомогою дистанційно керованих камер, які транслюють зображення в режимі онлайн. Експедиція триватиме до 10 липня[22].
- 22 квітня — фармацевтична компанія AstraZeneca розпочала масштабний проект по секвенуванню 2 мільйонів індивідуальних геномів людини для дослідження варіацій в генах, що пов'язані з хворобами проте рідко зустрічаються у популяції[23].
- 28 квітня Роскосмос здійснив перший запуск з нового космодрому «Восточний» в Амурській області: ракета-носій «Союз-2.1а» вивела на цільову орбіту три супутники[24].

### Травень

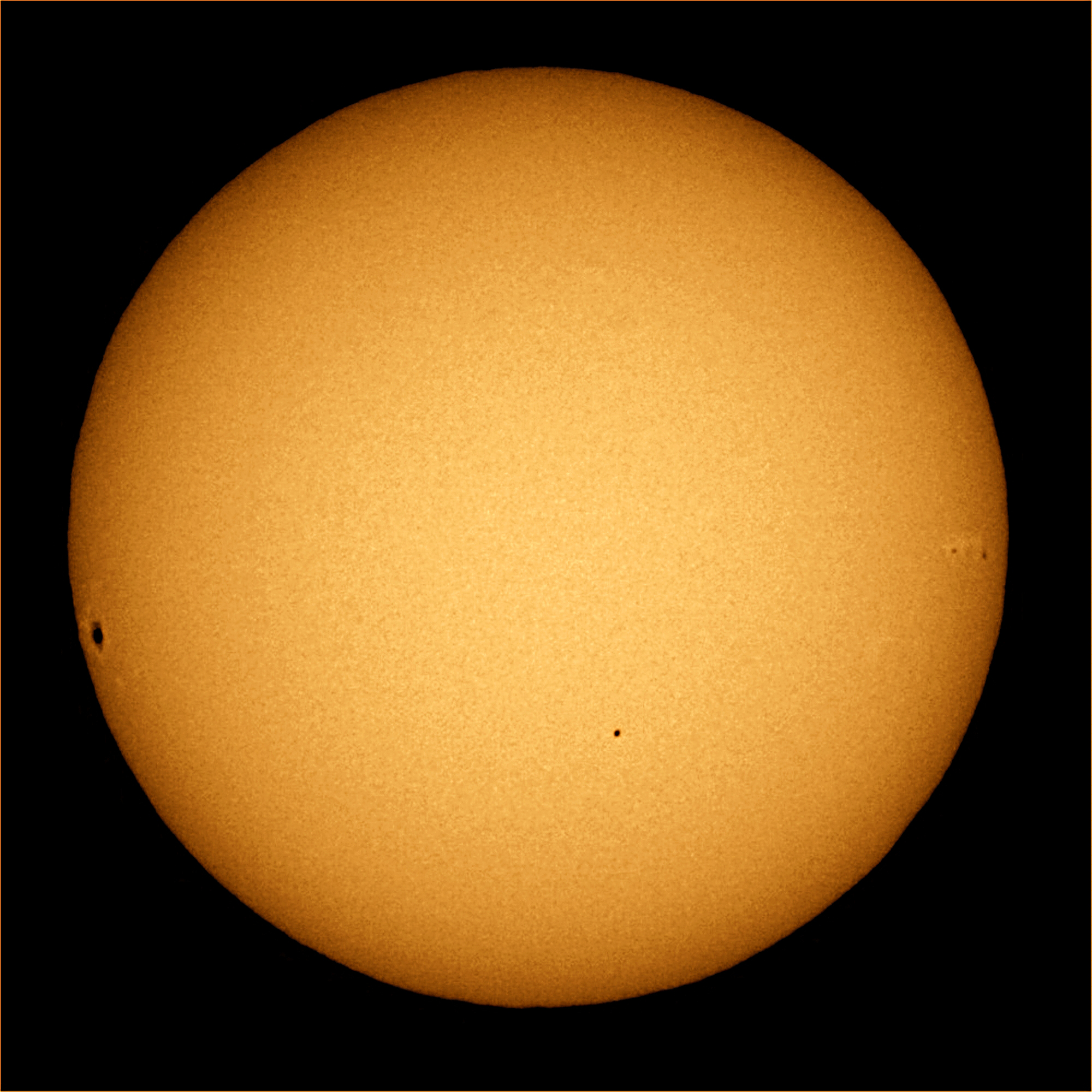
Проходження Меркурія по диску Сонця (маленька чорна точка нижче і трохи праворуч від центру) по диску Сонця 8 листопада 2006 року. Видно сонячні плями

- 3 травня комп'ютерні науковці вирішили проблему трійок Буля — Піфагора згенерувавши 200 терабайтний файл на кластері Stampede [25].
- 9 травня — проходження Меркурія по диску Сонця.
- 12 травня — встановлено можливість абіотичного синтезу двох з чотирьох нуклеотидів які формують молекулу РНК в умовах, що існували на Землі мільярди років тому, і можливо дали початок життю на Землі. Попередні 2 нуклеотиди вдалось синтезувати в абіотичних умовах ще у 2009 році[26].
- 13 травня — на Кометі Чурюмова — Герасименко виявлено гліцин, фосфор і безлічі органічних молекул, в тому числі сірководень (H2S) і ціанистий водень (HCN) — це підтримує гіпотезу про те, що комети були постачальниками ключових молекул для пребіотичної хімії по всій Сонячній системі і, зокрема, до ранньої Землі[27].
- 17 травня завершено дослідження майже 900 наукових статей, опублікованих за останні 30 років, щодо впливу генетично модифікованих культур на організм людини та довкілля. За результатами досліджень не виявлено будь-яких ознак негативного впливу продуктів із ГМ-культур на здоров'я людини.[28]
- 25 травня археолог Константінос Сісмандіс повідомив про знахідку 2400-річної могили Арістотеля біля Стагіри[29][30].
- 30 травня у рамках засідання Ради з питань конкурентоспроможності Ради Європейського Союзу було затверджено заклик про перехід всіх наукових публікацій Європи у відкритий доступ до 2020 року[31].

### Червень

Система з двох нейтронних зір породжує гравітаційні хвилі

- 2 червня — астрономи за допомогою орбітального телескопу «Габбл» з'ясували, що Всесвіт розширюється на 5-9 % швидше, ніж вважали раніше[32].
- 8 червня Міжнародний союз фундаментальної та прикладної хімії (IUPAC) запропонував назви та символи нових хімічних елементів: 113-й ніхон (Nh), 115-й московій (Mc), 117-й теннессін (Ts) і 118-й оганессон (Og) на честь Японії, Московії, Теннессі та Юрія Оганесяна[33][34].
- 15 червня вчені LIGO і Virgo заявили про другий випадок експериментальної фіксації гравітаційних хвиль[35][36]
  - Астрономи оголосили про відкриття п'ятого квазісупутника Землі, що згодом отримав назву 469219 Камооалева[37].
- 18 червня після 186 діб роботи на навколоземній орбіті корабель «Союз ТМА-19М» з трьому космонавтами на борту відстикувався від Міжнародної космічної станції. Успішна посадка відбулася за декілька годин у казахстанському степу[38].
- 20 червня Санвей Тайхулайт, вироблений і встановлений в Усі (Китай), обійшов Тяньхе-2 у рейтингу ТОП500 найпотужніших суперкомп'ютерів[39][40].
- 22 червня індійська ракета-носій PSLV-C34[en] вивела з космодрому на острові Шрихарикота 20 супутників на сонячно-синхронну орбіту[41].
- 26 червня Китай запустив космічний корабель «Чанчжен-7»[42].
- 28 червня у надрах Східно-Африканського рифту біля танзанійського озера Еясі знайдено газове родовище гелію[43][44].
  - Знайдені залишки пташиного пір'я віком до 99 мільйонів років у відкладах крейдового періоду, коли ще існували динозаври. Морфологія пір'я схожа на сучасне пташине перо[45].

### Липень

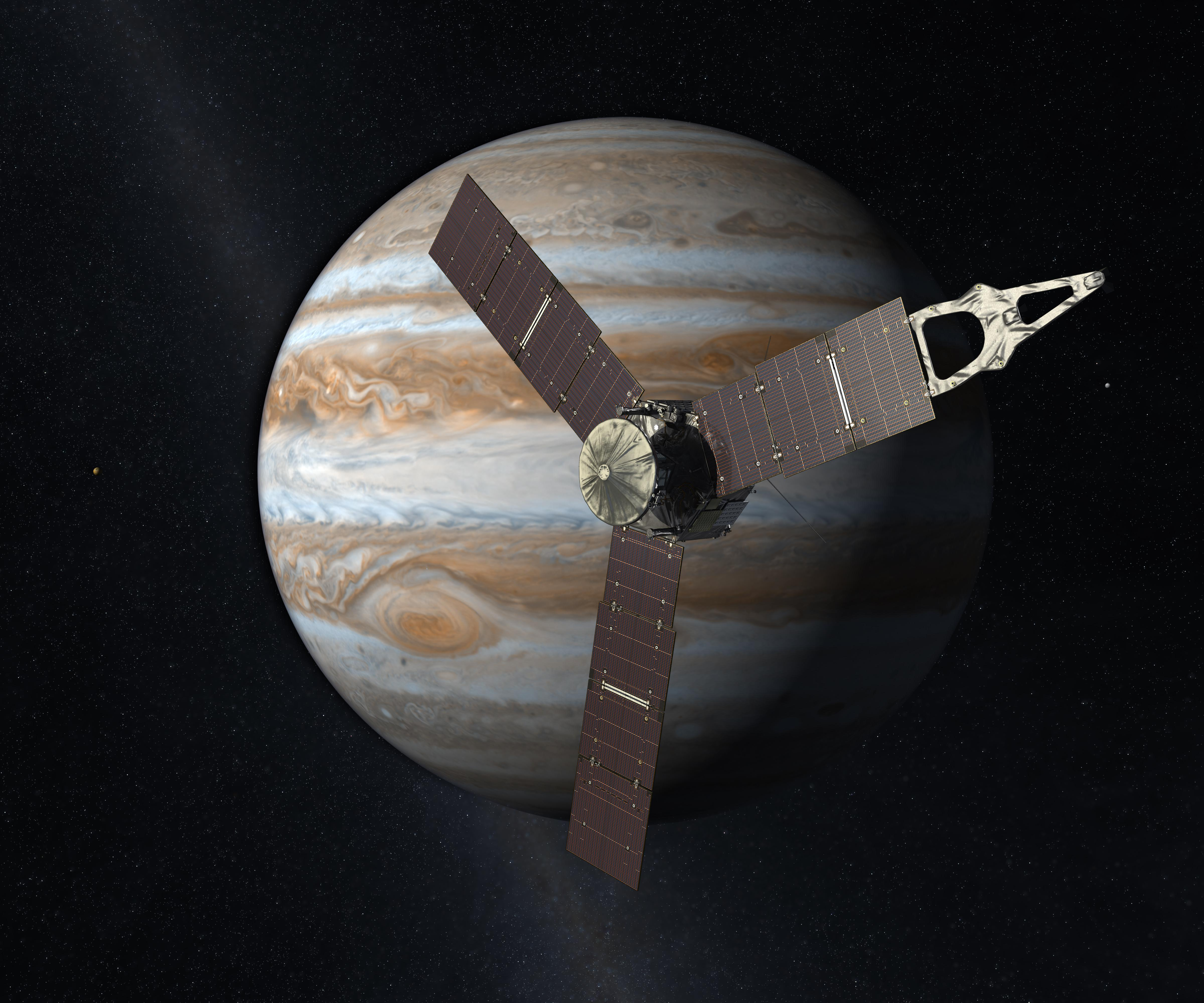
Художнє зображення станції «Юнона» на тлі Юпітера

- 3 липня у Китаї завершено будування П'ятсотметрового апертурного сферичного телескопу, він розпочне роботу вже у вересні 2016 року[46].
- 4 липня запущений у 2011 році космічний апарат Юнона успішно вийшов на орбіту Юпітера[47].
- 7 липня космічний корабель Союз МС-01 (модернізована версія Союз ТМА-М) із трьома космонавтами на борту стартував до МКС[48].
  - Більше 100 лауреатів нобелівської премії підписали відкритий лист у підтримку використання ГМО, таких як рис з вітаміном A[49].
- 18 липня — успішний запуск SpaceX CRS-9 — автоматичного вантажного корабля Dragon компанії SpaceX та успішне повернення першого ступеню ракети Falcon 9.
- 25 липня повідомлено про знахідку в геномах андаманців алелі невідомого виду вимерлих людей, відмінного від денисівців і неандертальців[50][51]
- 26 липня літак на сонячній енергії Solar Impulse 2 завершив першу у світі навколосвітню подорож[52].
- 28 липня в рамках місії «Екзомарс-2016», з метою виведення на високоеліптичну орбіту Марса, був проведений маневр для корекції параметрів польоту космічного апарата ExoMars Trace Gas Orbiter. Двигун апарата був увімкнений впродовж 52 хвилин[53]

### Серпень

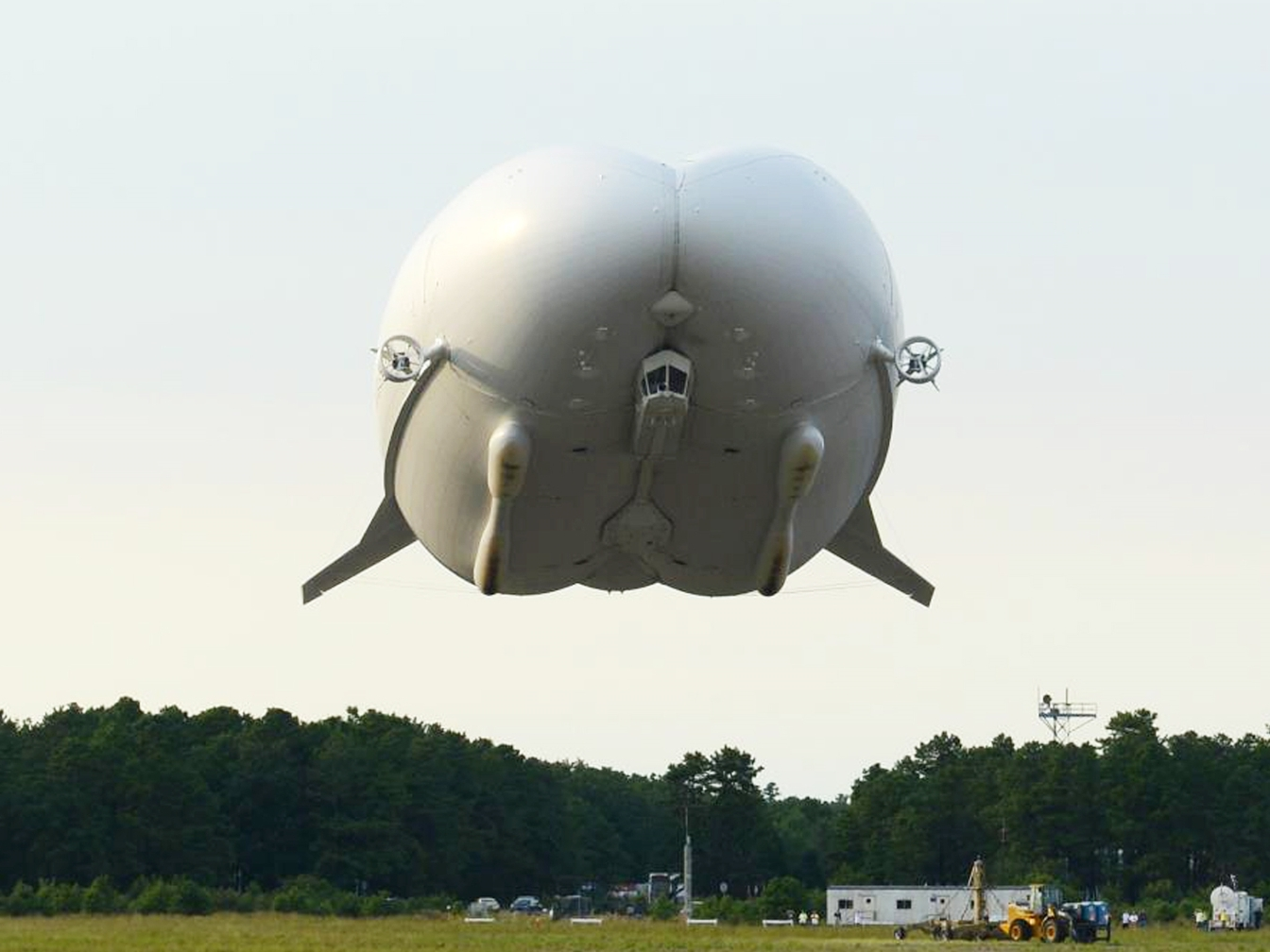
Перший політ дирижаблю Airlander 10

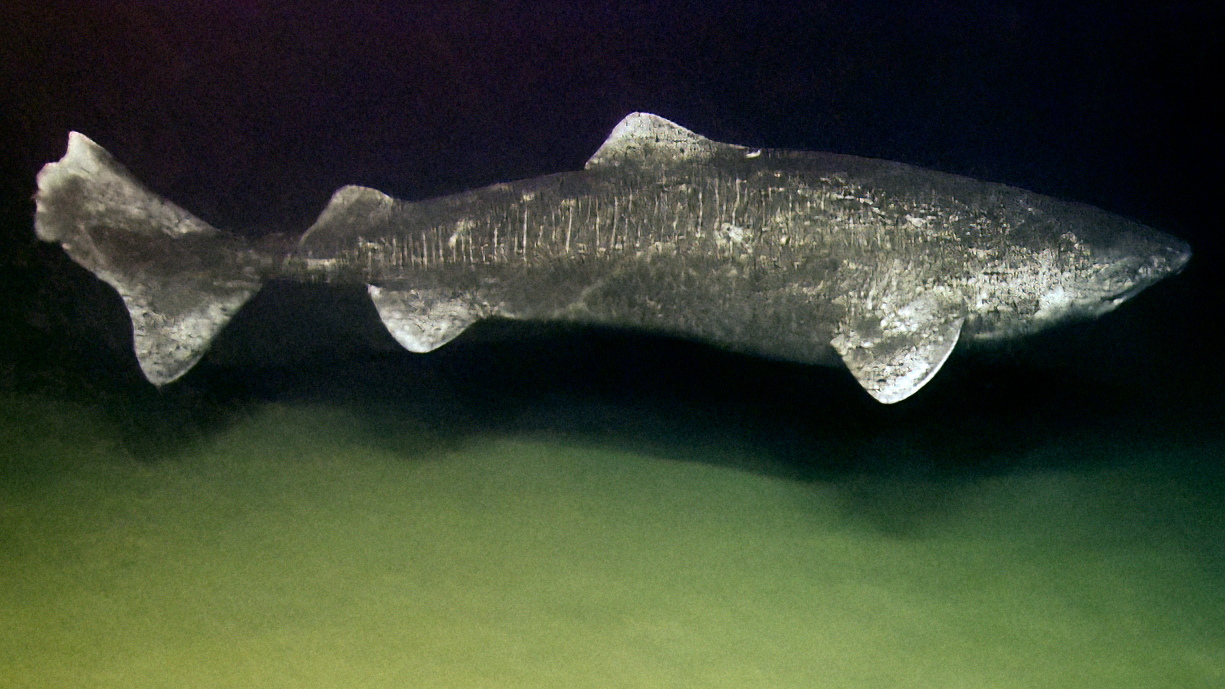
Акула ґренландська

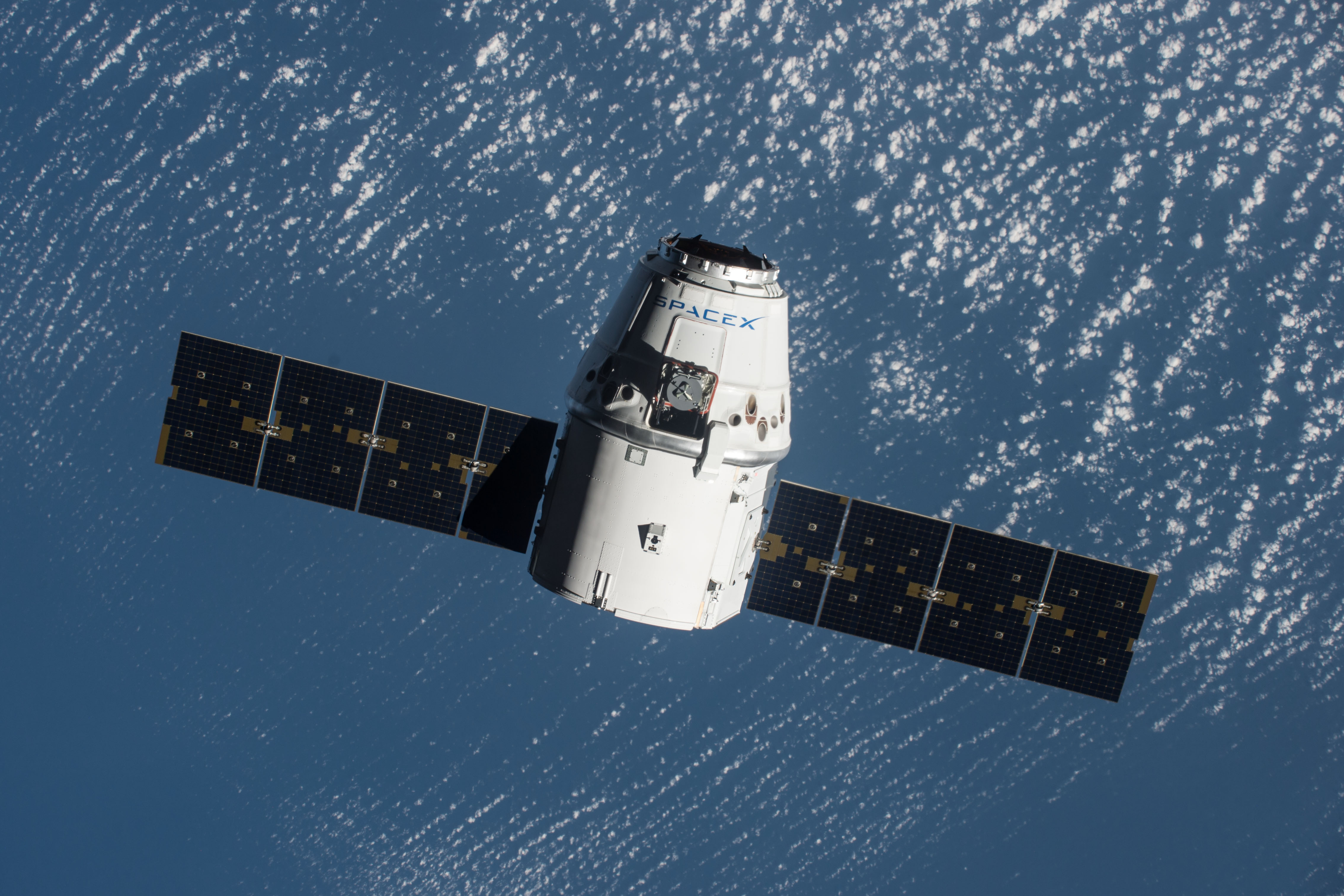
Космічний корабель «SpaceX CRS-9»

- 1 серпня — використовуючи результати аналізів ДНК понад 450 000 клієнтів компанії 23andMe, дослідники вперше виділили 15 регіонів, які генетично пов'язані із депресією[54].
- 4 серпня — закінчилася місія першого китайського місяцеходу Юйту, що пропрацював 2,5 року замість запланованих 3 місяців[55].
  - Відкрито молекулярний механізм геліотропізму молодого соняшника та орієнтації квіток після зацвітання на схід[56][57].
- 5 серпня — аналіз більшої кількості даних, отриманих у результаті роботи Великого андронного колайдера продемонстрували, що зафіксований раніше двохфотонний пік при масі 750 ГеВ був, ймовірно, лише статистичною флуктаацією[58].
- 6 серпня — Китай запустив перший власний супутник мобільного зв'язку «Tiantong-01». Його вивела на орбіту ракета-носій «Long March-3B»[59].
- 11 серпня — вночі пік метеорного потоку персеїд.
- 12 серпня — дослідники з Копенгагенського університету за допомогою радіовуглецевого датування встановили, що акула ґренландська має найдовшу тривалість життя серед нині існуючих на Землі хребетних тварин. Серед 28 досліджених особин вік однієї самки оцінено в 300 років[60][61].
- 14 серпня — компанія SpaceX успішно запустила за допомогою ракети-носія Falcon 9 на геостаціонарну орбіту японський супутник зв'язку JCSAT-16, після чого перший ступінь ракети успішно повернувся на морську платформу в Атлантичному океані[62].
- 16 серпня Китай запустив перший у світі супутник квантового зв'язку Мо-цзи[63].
- 18 серпня у Великій Британії здійснено перший політ найбільшого у світі гібридного дирижаблю Airlander 10[64].
- 19 серпня на Міжнародній космічній станції американські астронавти, учасники 48-ї експедиції Дж. Вільямс і К. Рубенс здійснили вихід у відкритий космос. Вони встановили новий багатофункціональний стикувальний шлюз, призначений для стикування космічних кораблів Boeing і SpaceX, а також провели підготовчу роботу для встановлення другого такого шлюзу. Стикувальний шлюз було доставлено до МКС 20 липня кораблем Dragon SpaceX CRS-9[65].
- 25 серпня у зоні, придатній для життя, найближчої до Сонця зірки відкрита екзопланета[66].
- 26 серпня на Землю повернувся вантажний космічний корабель «SpaceX CRS-9». Він доставив з Міжнародній космічній станції понад 1 тону вантажів для НАСА. Це наукові та технологічні зразки[67].
- 29 серпня — на Гавайських островах завершився експеримент[en] із симуляції життя на Марсі тривалістю 1 рік, в якому брало участь 6 осіб[68].

### Вересень

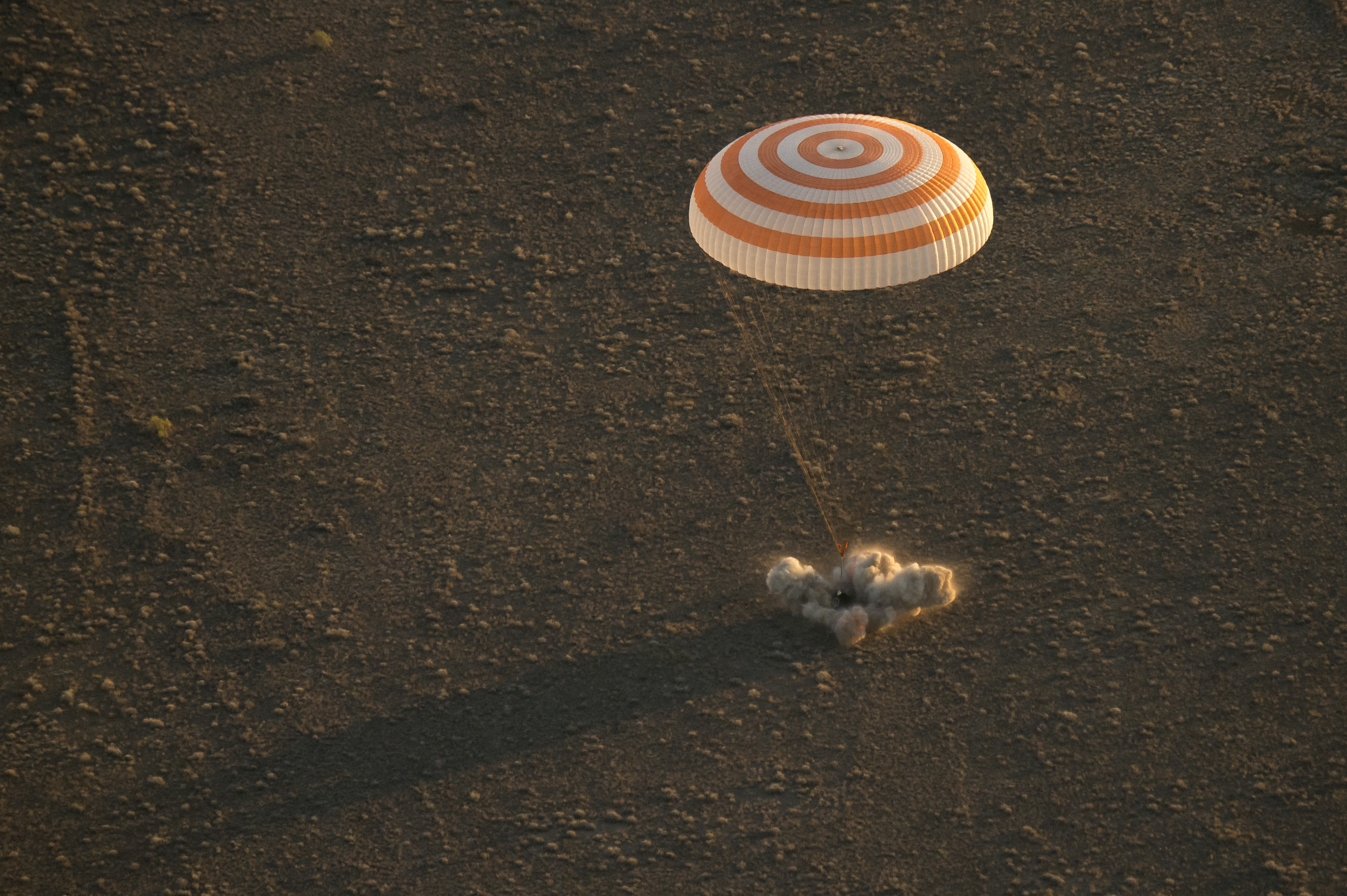
Приземлення «Союз ТМА-20М», 07.09.2016

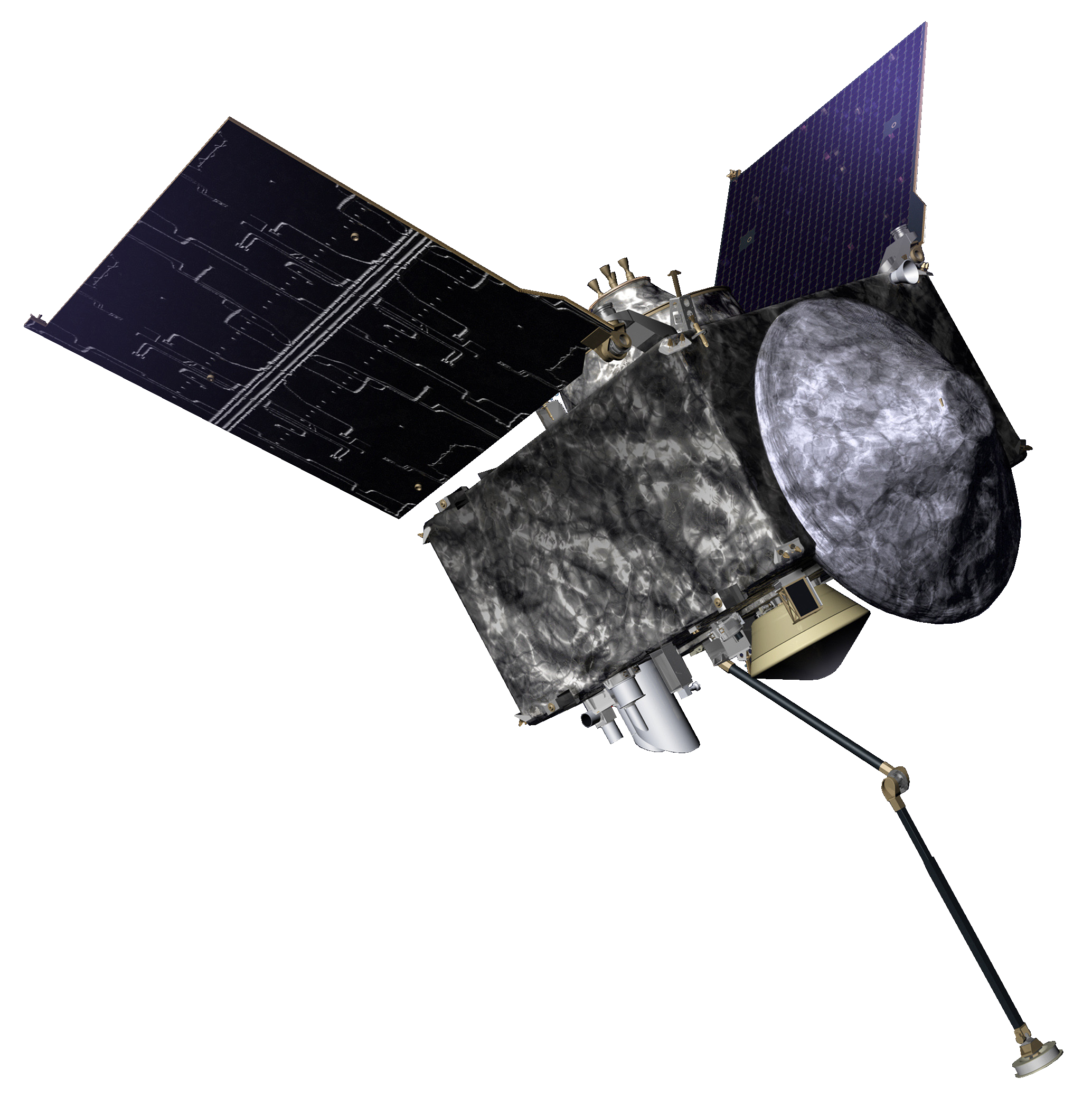
Космічний апарат «OSIRIS-REx» (модель)

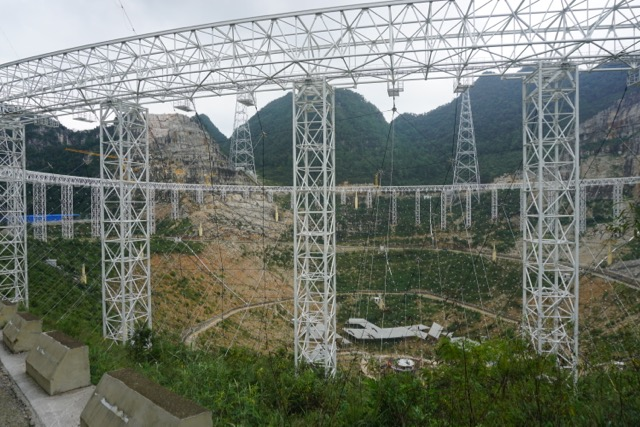
Радіотелескоп «FAST»

- 1 вересня — щорічне Сонячне затемнення[en], яке можна було спостерігати в Африці.
  - Австралійські дослідники виявили найдавніші викопні рештки організмів у формації з Гренландії, їх вік становить 3,7 млрд років[69].
  - У Флориді (США) на пусковий платформі SLC-40 на мисі Канаверал під час заливання ракетного палива стався вибух ракети Falcon 9. Ракету із супутником ізраїльської компанії «Spacecom Ltd» втрачено, постраждалих немає. Руйнування пускової платформи призведе до зміщення графіку запуску космічних апаратів[70].
- 7 вересня космічний корабель «Союз ТМА-20М» із трьома космонавтами 47-ї та 48-ї експедицій на МКС успішно повернувся на Землю[71].
- 8 вересня НАСА запустило космічний апарат «OSIRIS-REx» для дослідження астероїда 101955 Бенну[72].
- 15 вересня Китай запустив ракету-носій з орбітальним модулем «Тяньгун-2», до якого в жовтні повинен пристикуватися пілотований космічний корабель[73].
- 21 вересня вчені повідомили, що на основі дослідження ДНК людей, можна стверджувати, що для всіх людей, які нині мешкають за межами Африки можна простежити походження від єдиної популяції в Африці 50—80 тис. років тому[74].
- 22 вересня вчені з Ізраїлю та США з використанням 3D-моделювання та рентгенівських променів розшифрували другий найдавніший сувій Старого Завіту[75].
- 25 вересня повідомлено про початок роботи найбільшого у світі радіотелескопу «FAST» у Китаї[76].
- 27 вересня повідомлено про перший у світі випадок народження дитини «від трьох батьків» у результаті штучного запліднення[77].
- 28 вересня:
  - Повідомлено, що російський авіахолдинг S7 Group придбав плавучий космодром «Морський старт». Предметом угоди є корабель Sea Launch Commander, платформа Odyssey з установленим на них обладнанням ракетного сегмента, наземне обладнання у базовому порту Лонг-Біч (США) і товарний знак Sea Launch.[78]
  - Ілон Маск, засновник і власник компанії SpaceX, представив програму колонізації Марса, що займе 40—100 років. Перший космічний корабель, за планами винахідника, буде побудований протягом чотирьох років[79].
- 30 вересня завершення 12-річної місії космічного апарата «Розетта» — він був спрямований на поверхню комети Чурюмова — Герасименко[80].

### Жовтень
- 5 жовтня:

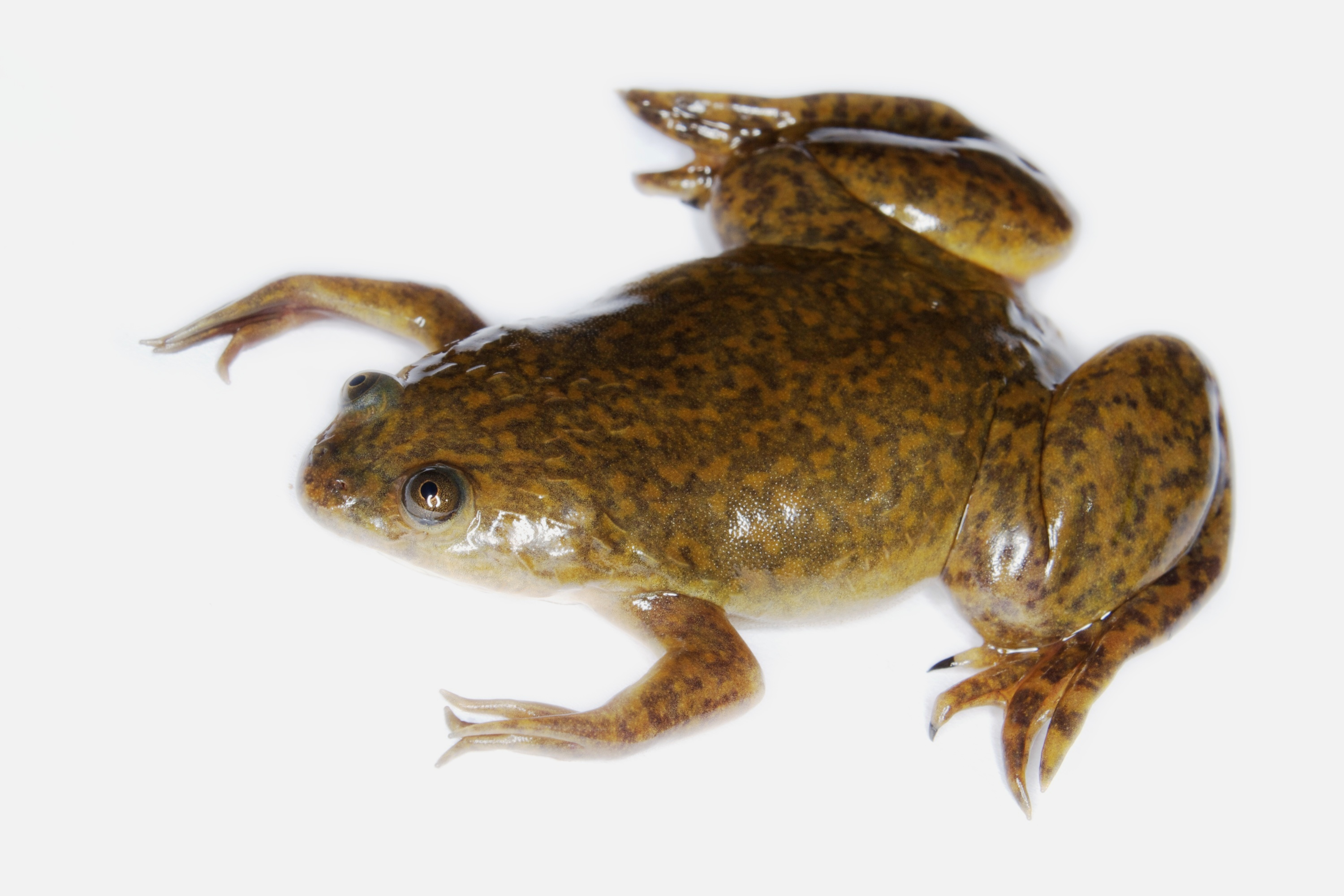
Шпоркова жаба гладенька

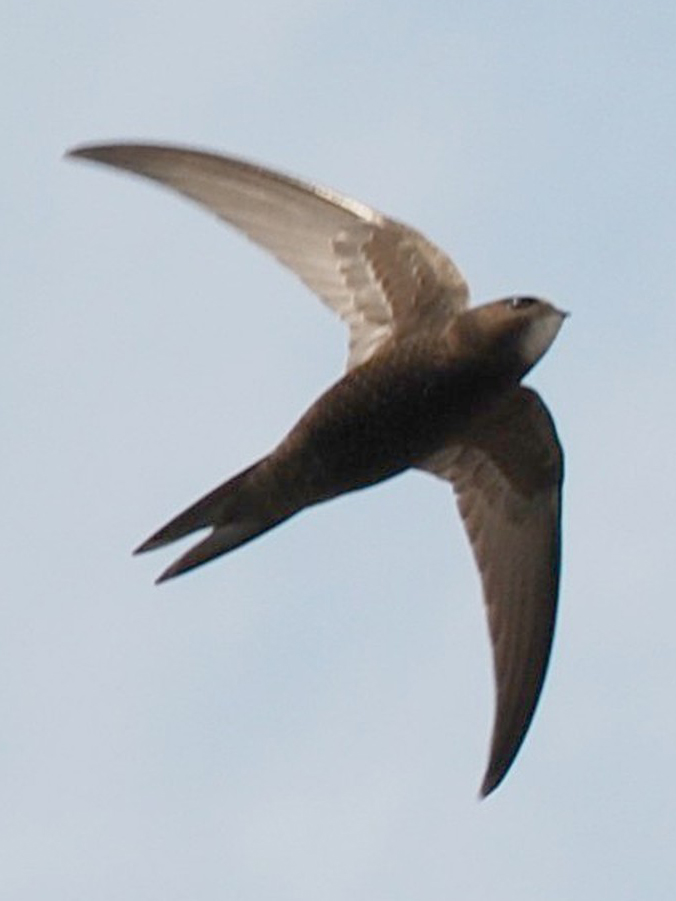
Серпокрилець чорний

  - Компанія Boeing заявила про намір випередити компанію SpaceX Ілона Маска щодо першого польоту людини на Марс[81].
  - Описано новий вид підземних сліпих коропоподібних риб з Іракського Курдистану — Eidinemacheilus proudlovei[82].
- 6 жовтня компанія приватна компанія Blue Origin успішно здійснила п'ятий тестовий запуск ракети «New Shepard» з випробуванням системи аварійного порятунку та поверненням ракети на Землю[83].
- 7 жовтня вчені з Національної лабораторії імені Лоуренса в Берклі опублікували в журналі Science доповідь про те, що їм вдалося створити найменший в історії транзистор з довжиною затвора 1 нанометр[84].
- 17 жовтня:
  - Запуск китайського пілотованого космічного корабля «Шеньчжоу-11» з двома космонавтами на борту до космічної станції Тяньгун-2[85].
  - Запуск вантажного космічного корабля Cygnus CRS OA-5 з першим ступенем українського виробництва[86].
  - Космічний апарат «ExoMars Trace Gas Orbiter» та спусковий апарат «Скіапареллі» при підльоті до Марса відокремилися один від одного і продовжили політ до Марса окремо[87].
- 18 жовтня здійснено стикування корабля «Шеньчжоу-11» з космічною станцію «Тяньгун-2» та наступного дня два китайських космонавти успішно перейшли на борт останнього[88].
- 19 жовтня:
  - З космодрому «Байконур» запущено космічний корабель «Союз МС-02» із трома космонавтами на борту[89].
  - Спусковий апарат «Скіапареллі» розбився при здійсненні посадки на Марс[90].
- 20 жовтня:
  - Доведено, що аллотетраплоїдний геном гладенької шпоркової жаби виник 18 млн років тому, коли злилися два предкових види, що розійшлися 16 млн років раніше[91][92].
  - Вченими із США і Китаю доведено, що птахи ряду Eoconfuciusornis, які мешкали 130 млн років тому, мали забарвлене оперення — в ньому знайшли меланосоми[93] [94].
- 21 жовтня стикування космічного корабля «Союз МС-02» з трьома космонавтами 49-ї експедиції з Міжнародною космічною станцією[95].
- 27 жовтня за допомогою мініатюрних акселерометра та логгера виявлено, що серпокрильці здатні літати 10 місяців без посадки на землю[96][97].
- 28 жовтня — за даними WWF, за останні 42 роки популяції хребетних тварин світу зменшилися на 58 %. Найбільше зниження зазнали прісноводні види хребетних, де показники сягають 81 %, популяції наземних тварин скоротилась на 38 %, морських — на 36 %[98].
- 30 жовтня космічний корабель «Союз МС-01» з трьома космонавтами-учасниками 48 і 49-ї експедицій на Міжнародній космічній станції повернулися на Землю[99].

### Листопад

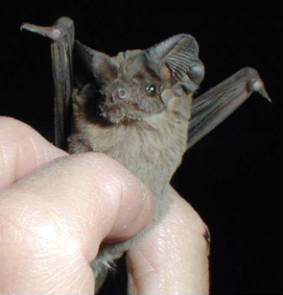
Тварина з найшвидшим польотом — кажан Tadarida brasiliensis

- 2 листопада в Японії з космодрому Танеґасіма запущено ракету-носій H-IIA з метеорологічним супутником Хімаварі-9[en] на борту[100].
- 3 листопада у Китаї, з космодрому Веньчан здійснено успішний запуск найпотужнішої китайської ракети-носія «Великий похід-5», що вивела на орбіту експериментальний супутник «Шицзянь-17»[101].
- 9 листопада — зоологи із США, застосовуючи радіопередавач, встановили, що кажани Tadarida brasiliensis розвивають набільшу горизонтальну швидкість серед тварин — до 160 км/год[102] [103].
- 17 листопада з космодрому Байконур запущено космічний корабель Союз МС-03 із трьома учасниками 50-ї та 51-ї експедицій на МКС[104].
- 18 листопада спускна капсула китайського космічного корабля «Шеньчжоу-11» з двома космонавтами на борту після місяця польоту успішно приземлилася на півночі Китаю[105].
- 23 листопада — опубліковано статтю з описом нового роду й виду викопних турунів, Antarctotrechus balli (Carabidae, Trechini), який населяв тундру Антарктиди[106].
- 24 листопада — китайські вчені стали першими у світі, хто ввів дорослій людині клітини з генами, відредагованими методом CRISPR для лікування раку[107] [108].
- 25 листопада Калтехівська група Френсіс Арнольд змайструвала білок, що синтезує силіційорганічні сполуки в бактеріях [109] [110].

### Грудень

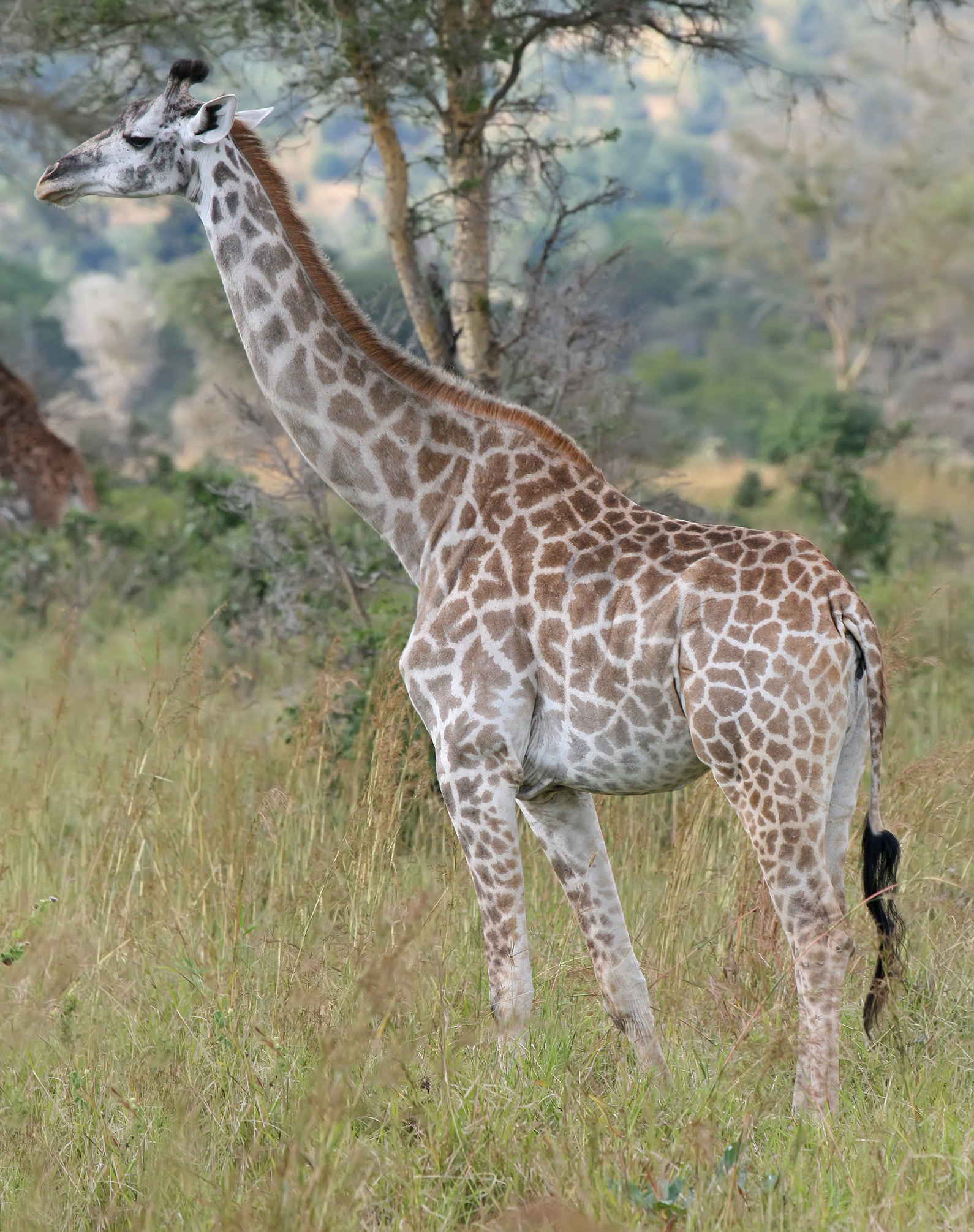
Популяціям жирафів надано статус «уразливих»

- 1 грудня під час запуску зазнав аварії російський вантажний космічний корабель «Прогрес-МС-4»[111].
- 6 грудня у Хакасії спостерігали падіння метеориту діаметром 10-15 м[112].
- 8 грудня:
  - Повідомлено про першу знахідку в бурштині віком 99 млн років (з середньої крейди) добре збереженого хвоста динозавра, що було вкрито пір'ям[113].
  - Міжнародний союз охорони природи повідомив, що популяція жирафів з 1985 до 2015 р. скоротилася з 155 до 97 тис. особин. Тому його природоохоронний статус було знижено з «найменшого ризику» до «уразливого»[114].
- 9 грудня:
  - Міжнародна академія астронавтики відзначила своєю нагородою 2016 року в категорії «Найкраща книга в галузі фундаментальних наук» тритомне видання «Dark energy and dark matter in the Universe», опубліковане Видавничим домом «Академперіодика» НАН України у 2013—2015 рр.[115]
  - До міжнародної космічної станції запущено місію HTV-6 японського вантажного космічного корабля H-II Transfer Vehicle[116].
- 12 грудня дослідження 37 гірських льодовиків по всьому світу показало з достовірністю 99 %, що кліматичні зміни призводять до їхнього зменшення[117].
- 14 грудня орнітологами повідомлено, що найстарішим серед відомих птахів є самка темноспинного альбатроса, яка приступила до розмноження у віці 66 років[118].
- 15 грудня:
  - У геномі морських коників виду Hippocampus comes знайдені еволюційні зміни, що привели до вагітності у самців[en] і незвичайної анатомії іглицевих риб[119][120][121][122].
  - Церемонія нагородження номінантів премії «Лідер науки України 2016. Web of Science Award»[123].
- 19 грудня в експерименті ЦЕРНу під назвою «ALPHA» вперше спостерігали спектр антигідрогену[124].
- 22 грудня Всесвітня організація охорони здоров'я оголосила про успішне випробування вакцини від лихоманки Ебола, ефективність котрої оцінюють як 100-відсоткову[125].
- 26 грудня:
  - Вперше розшифровано шляхом секвенування геном ясена звичайного (Fraxinus excelsior)[126].
  - Популяція гепарда катастрофічно скоротилася та нараховує у дикій природі лише близько 7100 особин[127].

## Нагороди

### Нобелівська премія
- Премію з фізіології або медицини присуджено японцю Осумі Йосінорі за відкриття механізмів автофагії[128].
- Премію з фізики присуджено британцям Девіду Таулесс, Данкану Галдейн, Джону Костерліц за теоретичне відкриття топологічних фазових переходів та топологічних фаз речовини[129].
- Премію з хімії присуджено французу Жану-П'єру Соваж, британцю Фрейзеру Стоддарт та голландцю Бернарду Ферінга за створення і синтез молекулярних машин[130].
- Премію з еконоімки присуджено Оліверу Гарту та Бенгту Голмстрему — за «внесок у розвиток теорії контрактів»[131].

### Премія з фундаментальної фізики
- За експерименти з нейтринних осциляцій: Kam-Biu Luk, Yifang Wang та наукова група «Daya Bay», Сузукі Ацуто та наукова група KamLAND, Koichiro Nishikawa та наукова група «K2K» / «T2K», Артур Макдональд та наукова група «SNO», Кадзіта Такаакі наукова група «Super-Kamiokande»[132].

### Премія Лейбніца
- 1 березня відбулося вручення премію Лейбніца. Серед 10 лауреатів премії українка Марина Родніна. Відзнаку присуджено за дослідження функцій рибосом[133].

### Абелівська премія
- 16 березня було оголошено, що премія дісталася Ендрю Вайлсу за доведення Великої теореми Ферма[134].

### Міжнародна премія з біології
- Stephen P. Hubbell[en] — біологія біорізноманіття.

## Померли
- 3 січня — Пітер Наур (87), данський піонер інформатики, лауреат премії Тюрінга.
- 5 січня — Рудольф Хааг[en] (93), німецький фізик, автор теореми Хаага[en], лауреат медалі імені Макса Планка (1970) и премії Пуанкаре (1997).
- 24 січня — Марвін Мінський (88), американський дослідник в галузі штучного інтелекту.
- 31 січня — Олег Шаблій (80), український учений в галузі фізики, педагог, ректор Тернопільського державного технічного університету імені Івана Пулюя.
- 8 лютого — Владислав Монченко (83), український зоолог, академік Національної академії наук України.
- 19 лютого — Умберто Еко (84), італійський вчений, письменник, філософ, лінгвіст, літературний критик.
- 12 березня — Ллойд Шеплі (92), американський економіст, лауреат Нобелівської премії з економіки 2012 року.
- 19 квітня — Вальтер Кон (93), американський фізик-теоретик, лауреат Нобелівської премії з хімії 1998 року.
- 30 квітня — Гаролд Крото (76), британський хімік, лауреат Нобелівської премії з хімії 1996 року.
- 10 травня — Ілкка Ханскі (63), фінський еколог, лауреат премія Бальцана (2000) і премії Крафорда (2011).
- 15 травня — Андре Браїк (73), французький астрофізик, який відкрив кільця Нептуна.
- 10 липня — Альфред Кнудсон[en] (93), американський генетик, фахівець з генетики раку.
- 13 липня — Роберт Фано (98), американський вчений в області теорії інформації.
- 24 липня — Орест Субтельний (75), україно-канадський історик.
- 31 липня — Сеймур Пейперт (88), американський учений в області штучного інтеекту, педагог, розробник мови Logo.
- 2 серпня — Ахмед Хассан Зевейл (70), єгипетсько-американський хімік, лауреат Нобелівської премії з хімії (1999).
- 10 серпня — Дмитро Гродзинський (87), український радіобіолог, академік НАН України.
- 14 серпня — Михайло Голубець (85), український ботанік, академік НАН України.
- 23 серпня — Райнгард Зелтен (85), німецький економіст, лауреат Нобелівської премії з економіки (1994).
- 24 серпня — Роджер Цянь (64), американський генетик і хімік китайського походження, лауреат Нобелівської премії з хімії (2008).
- 25 серпня — Джеймс Кронін (84), американський фізик, лауреат Нобелівської премії з фізики (1980).
- 7 вересня — Джозеф Келлер[en], американський математик, лауреат Національної наукової медалі США (1997) і премії Вольфа (1996).
- 12 вересня — Алі Джаван[en], американський фізик, винахідник газового лазера, лауреат премії Альберта Ейнштейна (1993).
- 20 вересня
  - Віктор Шеймен[en], американський винахідник, один з піонерів робототехніки.
  - Ервін Хан[en], американський фізик, який відкрив спінове ехо та (у співавторстві з С. Мак-Коллом) самоіндуковану прозорість, лауреат Премії Вольфа (1983/1984) і Премії Комстока (1993).
- 23 вересня — Анджей Тарковський, польський ембріолог, лауреат премії Японії (2002).
- 15 жовтня:
  - Клим Чурюмов (79), український астроном і письменник.
  - Євген Писанець (68), доктор біологічних наук, завідувач Зоологічного музею Національного науково-природничого музею НАН України.
- 5 листопада — Ральф Цицерон[en] (73), американський фахівець в галузі фізики і хімії атмосфери, президент Національної академії наук США (2005—2016).
- 24 листопада — Дзяк Георгій Вікторович, 71, український вчений-кардіолог, педагог. Один з провідних учених в галузі ревматології та кардіології.
- 2 грудняnbsp;— Павленко Анатолій Федорович, 76, доктор економічних наук, професор, дійсний член Національної академії педагогічних наук України, ректор Київського національного економічного університету імені Вадима Гетьмана.
- 13 грудня — Томас Шеллінг, (95), американський економіст, лауреат Нобелівської премії з економіки (2005).
- 17 грудня — Караванський Святослав Йосипович, 95, український репресований мовознавець.
- 21 грудня — Сідні Дрел[en] (90), американський фізик.
- 23 грудня — Балл Георгій Олексійович (80), український психолог, член-кореспондент Національної академії педагогічних наук України.
- 25 грудня — Вера Рубін (88), американський астроном, одна з піонерів розвитку концепції обертання галактик.